# Georg Friedrich Kolb
Georg Friedrich Kolb (magyarosan Kolb György Frigyes) (Speyer, 1808. szeptember 14. – München, 1884. május 16.) német statisztikus, publicista és demokrata politikus.

## Életpályája
Speyer szülötte.  Gyermekkora anyagi küzdelmekkel volt tele.  Apja nyomdász volt és az ő nyomdájában látott napvilágot a Neue Speyer Zeitung. A lap erős politikai kritikái miatt állandóan cenzúraproblémákkal küzdött mind a francia, mind a bajor uralom idején.  Apja halála után Georg Friedrich Kolb tovább folytatta apja hagyatékát és mint olyan, az 1829-es adótörvény ellenzékének leghangosabb szóvivője lett, így megteremtve az alapot arra, hogy idővel a legfontosabb kormánykritikai szervvé váljon.
A forradalmi idők eredménye Kolb 1843-ban megjelent kétkötetes könyve: Culturgeschichte der Menschheit mit besonderer Berücksichtigung von Regierungsform, Politik, Religion, Freiheits- und Wohlstandsentwicklung der Völker (Az emberiség kultúrtörténete, különösen a kormányzási formák, politika, vallás, népszabadság és népjólét szempontjából nézve).  Az 1848-as mozgalmakban politikailag is részt vett, tagja lett a bajor parlamentnek és megválasztották Speyer polgármesterévé. 1849. május 21-ikén elvesztette ezt a pozícióját és a Neue Speyer Zeitung is be lett tiltva. Emiatt egy időre Svájcba menekült. 1860-ban visszatért és a Frankfurter Zeitung szerkesztője lett.
1863-tól a bajor képviselőházban újból a demokratikus eszmékért harcolt, 1868 és 1869 között a vámparlamentnek is tagja volt. A képviselőházban elhangzott egyik beszédében figyelmeztetően szólt arról, hogy az egyesült Németország új alkotmánya nem biztosítja a nép szabadságát. „Ezt az előtételt a történelem nem támasztja alá.  Egyetlen nép sem kapta szabadságát ajándékként. Mindig harcolniuk kellett érte. A jelen alkotmány az ilyennemű harcot nagyon megnehezíti. Sokan azt mondják, hogy a német nép nem tűrné meg soha az abszolutizmust. De, uraim, mennyi mindent tűrt meg már a német nép és minden más nép?  Könnyű alábecsülni a szervezetek óriási erejét, és ez az alkotmány egy olyan szervezetet tesz lehetővé, ami az abszolutizmust és militarizmust szolgálja, határozottan nem a szabadságot.”
Kolb a továbbiakban is erősen ellenezte az Északnémet Szövetséget és egy Délnémet Megoldás („Südstaatlösung”) gondolatát támogatta. Ezért érthető, hogy keserű kritikával fogadta 1871-ben az egyesített Császári  Németország megalakulását. Kiábrándultan el is hagyta egy évvel később a bajor képviselőházat. Georg Friedrich Kolb 1884-ben Münchenben halt meg.

## Főművei
- Culturgeschichte der Menschheit mit besonderer Berücksichtigung von Regierungsform, Politik, Religion, Freiheits- und Wohlstandsentwicklung der Völker

- Handbuch der vergleichenden Statistik (Zürich, 1857, 8. kiadás Lipcse, 1879, pótkötet 1883)

## Magyarul
- Történeti könyvtár. Jeles történeti, életrajzi, ország- és népismertető munkák gyűjteménye; németből szabadon ford. Bajza; Hartleben, Pest, 1844